# Talajlevegőztetés
A talajlevegőztetés egy olyan talajművelési eljárás, melynek során a talaj felső 40-90 cm-es rétegébe sűrített levegőt injektálnak. Az injekciós tű használatához hasonlóan üreges lenyomótüskét juttatnak a földfelszín alá, melyen sűrített levegőt áramoltatnak át. A sűrített levegő a föld alatt robbanásszerűen kiáramlik és a terjeszkedése (expandálása) során mikrorepedéseket okoz. A munkaműveletre jellemző, hogy a talajfelszín az általa hordozott növényzettel együtt 0,5-3 cm-rel megemelkedik.

## Paraméterei
- A belövellt levegő mennyisége : 40-450 liter/munkaművelet.
- Az alkalmazott levegő nyomása: 7-12 bar
- Az átrepedeztetett talajtérfogat: 2-25 m3, ami a felszínen 4-35 m2-en szemmel is látható megmozdulást okoz.
- 10 000 m2 (1 Ha) terület 800-1000 db munkaművelettel kezelhető.

Az eljárást Charles F. Irish 1927-ben az USA-ban szabadalmaztatta először.

## Alkalmazása
A művelésbe vont talajok a klimatikus viszonyok, a gépi megmunkálás, az öntözés, műtrágyázás hatására az egész világon tömörödnek. Ez a folyamat káros a talajéletre. A talajtömörödés nem szűnik meg magától. A mezőgazdasági-szántóföldi munkagépek (pl. eke, ásógép, altalajlazító) használatával ez a káros folyamat kezelhető. A szőlő- és gyümölcsültetvények, zöldfelületek, sportpályák talajának lazítása viszont e módszerekkel erősen korlátolt vagy lehetetlen. Ezen területek talajának hatékony lazítására  csak a talajlevegőztetés képes.
A talaj levegőtartamának biztosítása a vízháztartás, a tápanyag-szolgáltató képesség, a fizikai-kémiai-biológiai mállás, a talajban élő organizmusok fenntartásában, fejlődésében nélkülözhetetlen. Ezen feltételek nélkül a termelés gazdaságtalan.

## A gépi berendezés
A talajlevegőztető gépek kialakítása lehet álló üzemmódú (stabil) vagy mobil. Az első esetben a légmennyiséget és a nyomást egy álló kompresszor biztosítja, melynek levegőjét csővezetéken keresztül juttatják el kézi erővel a kezelendő területre a lenyomótüskével együtt. A másodikban a gépkapcsolat (erőgép + kompresszor + felépítmény) a területen önálló mozgásra képes. 
A mobil gépi berendezés lehet szakaszos üzemű, ebben az esetben a munkavégzés idejére (10-30 másodperc) a gépkapcsolat a munkapont előtt áll, majd az ütem végeztével a következő munkaponthoz halad; vagy folyamatos üzemű, mikor a gépkapcsolat  a területen egyenletes sebességgel halad (1-3 km/h), miközben a hossz-felépítményen a munkaműveleti fej előre-hátra mozog a munkapontok között.